# Set Fire to the Rain
«Set Fire to the Rain» — третій сингл другого студійного альбому британської соул-співачки Адель — «21». Сингл вийшов 4 липня 2011.

## Список композицій
Цифрове завантаження
1. "Set Fire to the Rain" – 4:02

Цифровий/CD міні-альбом із реміксами
1. "Set Fire to the Rain" (Thomas Gold Remix) – 5:50
2. "Set Fire to the Rain" (Thomas Gold Dub) – 5:21
3. "Set Fire to the Rain" (Moto Blanco Remix) – 7:38
4. "Set Fire to the Rain" (Moto Blanco Edit) – 3:35

## Чарти
Тижневі чарти
| Чарт (2011-2014)                                             | Позиція |
| ------------------------------------------------------------ | ------- |
| Австралія (ARIA)                                             | 11      |
| Австрія (Ö3 Austria Top 40)                                  | 5       |
| Бельгія (Фландрія) (Ultratop)                                | 1       |
| Бельгія (Валлонія) (Ultratop)                                | 1       |
| Бразилія (Billboard Hot 100 Airplay) (Billboard Brasil)      | 4       |
| Бразилія (Billboard Hot Pop) (Billboard Brasil)              | 1       |
| Канада (Canadian Hot 100) (Billboard)                        | 2       |
| Чехія (Singles Digitál Top 100) (IFPI)                       | 38      |
| Чехія (Rádio Top 100) (IFPI)                                 | 1       |
| Данія (Tracklisten)                                          | 5       |
| Європейський Союз (Euro Digital Songs) (Billboard)           | 6       |
| Фінляндія (Suomen virallinen lista)                          | 2       |
| Франція (SNEP)                                               | 9       |
| Німеччина (GfK Entertainment Charts)                         | 6       |
| Греція (Digital Songs) (Billboard)                           | 6       |
| Угорщина (Rádiós Top 40) (Mahasz)                            | 9       |
| Ірландія (IRMA)                                              | 6       |
| Ізраїль (Media Forest)                                       | 1       |
| Італія (FIMI)                                                | 3       |
| Японія (Japan Hot 100)                                       | 88      |
| Ліван (The Official Lebanese Top 20) (Ipsos)                 | 3       |
| Люксембург (Luxembourg Digital Songs) (Billboard)            | 5       |
| Мексика (Mexico Airplay) (Billboard)                         | 2       |
| Нідерланди (Dutch Top 40) (MegaCharts)                       | 1       |
| Нідерланди (Single Top 100) (MegaCharts)                     | 1       |
| Нова Зеландія (RIANZ)                                        | 8       |
| Норвегія (VG-lista)                                          | 4       |
| Польща (Airplay Top 100) (ZPAV)                              | 1       |
| Польща (Dance Top 50) (ZPAV)                                 | 41      |
| Португалія (Digital Songs) (AFP)                             | 2       |
| Румунія (Romanian Top 100) (Media Forest)                    | 15      |
| Шотландія (Official Charts Company)                          | 10      |
| Словаччина (Rádio Top 100) (IFPI)                            | 1       |
| Словаччина (SloTop50) (IFPI)                                 | 3       |
| Іспанія (PROMUSICAE)                                         | 24      |
| Швеція (Sverigetopplistan)                                   | 13      |
| Швейцарія (Schweizer Hitparade)                              | 4       |
| Південна Корея (International Chart) (Gaon Music Chart)      | 34      |
| Велика Британія (UK Singles Chart) (Official Charts Company) | 11      |
| США (Billboard Hot 100)                                      | 1       |
| США (Adult Contemporary) (Billboard)                         | 1       |
| США (Adult Top 40) (Billboard)                               | 1       |
| США (Dance Club Songs) (Billboard)                           | 18      |
| США (Hot Latin Songs) (Billboard)                            | 19      |
| США (Hot Rock Songs) (Billboard)                             | 30      |
| США (Mainstream Top 40 (Billboard)                           | 1       |
| США (Rhythmic) (Billboard)                                   | 16      |

## Сертифікація та продажі
| Країна                       | Сертифікат (таблиця продажів та сертифікатів) | Продажі    |
| ---------------------------- | --------------------------------------------- | ---------- |
| Австралія (ARIA)             | 3× Платина                                    | +210,000   |
| Бельгія (BEA)                | Платина                                       | +30,000    |
| Бразилія (Pro-Música Brasil) | Платина                                       | +100,000   |
| Канада (Music Canada)        | 5× Платина                                    | +400,000   |
| Данія (IFPI)                 | Платина                                       | +60,000    |
| Німеччина (BVMI)             | Платина                                       | +300,000   |
| Італія (FIMI)                | 3× Платина                                    | +90,000    |
| Мексика (AMPROFON)           | 4× Платина                                    | +240,000   |
| Нова Зеландія (RMNZ)         | Платина                                       | +15,000    |
| Південна Корея (KMCA)        |                                               | 308,124    |
| Швейцарія (IFPI)             | Платина                                       | +30,000    |
| Велика Британія (BPI)        | Платина                                       | +600,000   |
| США (RIAA)                   | 4× Платина                                    | +4,552,000 |